# Левченко Олександр Михайлович
Олександр Михайлович Левченко (3 листопада 1963, Київ) — український дипломат. Надзвичайний і Повноважний Посол України в Республіці Хорватія (2010—2017). Надзвичайний і Повноважний Посол України в Боснії та Герцоговині (2011—2017). Дійсний член (академік) Української академії геополітики та геостратегії (2024).

## Біографія
Народився 3 листопада 1963 року в місті Київ. У 1985 закінчив Київський державний університет ім. Т. Г. Шевченка, історичний факультет, викладач історії та суспільствознавства. У 1993 аспірантуру Інституту соціально-економічних проблем зарубіжних країн АН України. У 1999 Дипломатичну Академію України, магістр зовнішньої політики. У 2003 Українську академію зовнішньої торгівлі, магістр менеджменту зовнішньоекономічної діяльності. Володіє англійською, хорватською та сербською мовами.
З 1985 по 1992 — на викладацькій та адміністративній роботі в органах народної освіти м. Києва.
З 1992 по 2006 — на дипломатичній службі в системі Міністерства закордонних справ України.
З 2006 по 2007 — заступник Постійного Представника Президента України в АР Крим.
З 2007 по 2010 — заступник директора, в.о. директора Четвертого територіального департаменту МЗС України
З 01.09.2010 — 23.01.2017 — Надзвичайний і Повноважний Посол України в Республіці Хорватія.
З 01.09.2011 — 23.01.2017 — Надзвичайний і Повноважний Посол України в Боснії та Герцоговині за сумісництвом.